# エーグル (企業)

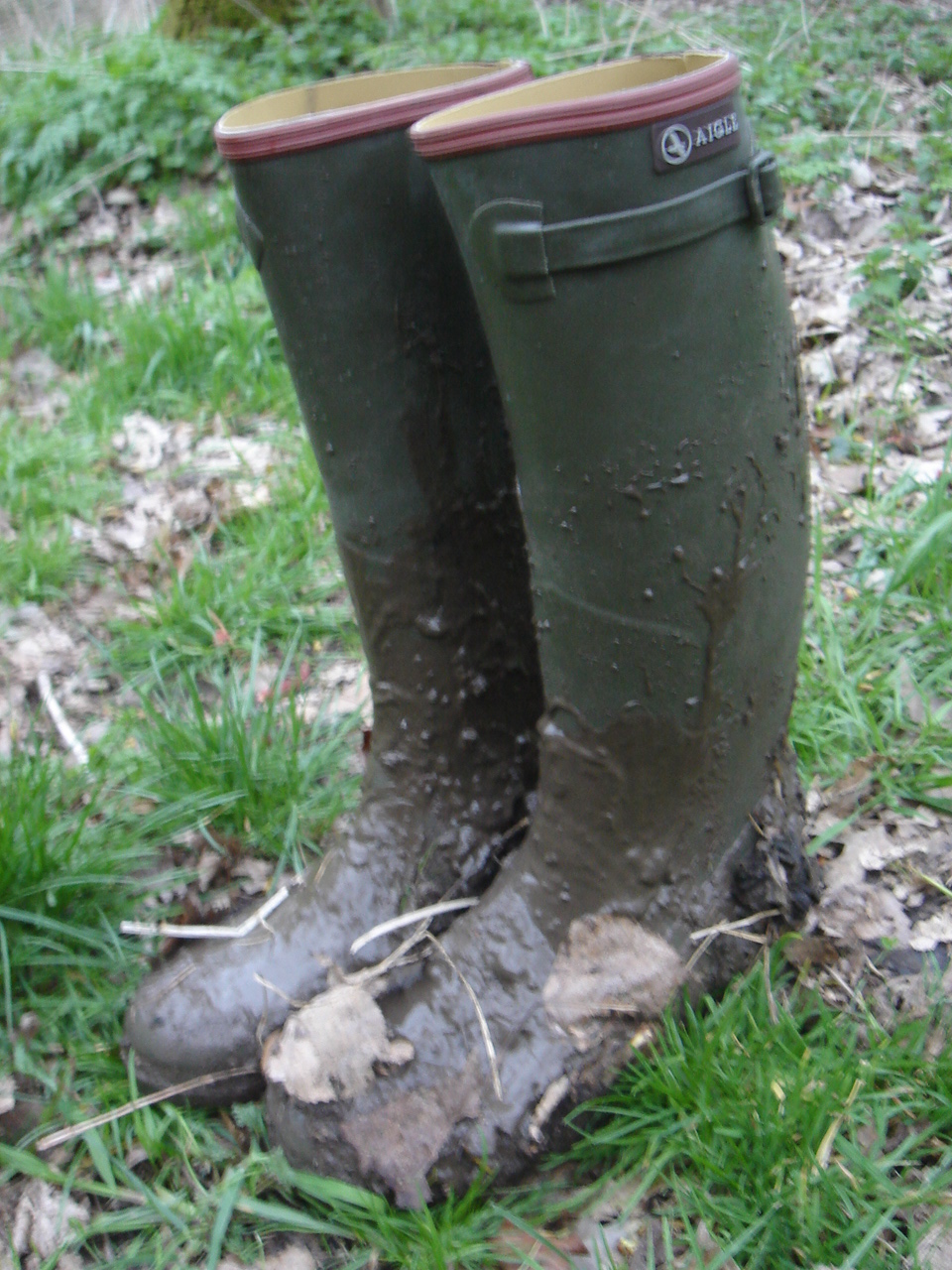
ラバーブーツ

エーグル（AIGLE）とはフランスのファッション・ブランドである。本社はパリ近郊ブローニュ＝ビヤンクール。

## 概要
1853年、チャールズ・グッドイヤーからライセンスを購入したアメリカ人実業家ハイラム・ハッチンソンが、フランスのモンタルジに工場を設立し、天然ゴム素材のラバーブーツ(ゴム長靴)を発売。
日本ではヤマトインターナショナルが1993年から事業を展開し、店舗を運営していたが
ライセンス契約の終了に伴い、2017年3月1日より日本国内で展開中の事業はラコステジャパンに引き継がれた。

## 沿革
- 1853年 - 創業
- 2003年 - スイスの持株会社 マウス・フレール (Maus Frères) に買収され上場廃止。
- 2016年 - フランスで生産された商品の認証「オリジン  フランスギャランティ」(Origine France Garantie)を取得。